# Pływanie synchroniczne na Igrzyskach Europejskich 2023
Rywalizacja w pływaniu synchronicznym na Igrzyskach Europejskich 2023 odbyła się w dniach 22-25 czerwca 2023 roku na Pływalni MOSiR w Oświęcimiu przy ulicy Chemików 2. Rozegranych zostało osiem konkurencji: zespół, duet, oraz duet mieszany dowolnie i technicznie, układ akrobatyczny, a także kombinacja dowolnie.

## Medaliści i medalistki
| Konkurencja                 | Złoto | Srebro | Brąz |
| Duet - dowolnie             | Austria Anna-Maria Alexandri Eirini-Marina Alexandri | Ukraina Maryna Aleksijiwa Władysława Aleksijiwa | Wielka Brytania Kate Shortman Isabelle Thorpe |
| Duet - technicznie          | Austria Anna-Maria Alexandri Eirini-Marina Alexandri | Holandia Bregje de Brouwer Marloes Steenbeek | Grecja Sofia Malkogeorgou Evangelia Platanioti |
| Duet mieszany - dowolnie    | Hiszpania Emma García Dennis González Boneu | Włochy Lucrezia Ruggiero Giorgio Minisini | Wielka Brytania Beatrice Crass Ranjuo Tomblin |
| Duet mieszany - technicznie | Włochy Lucrezia Ruggiero Giorgio Minisini | Hiszpania Emma García Dennis González Boneu | Wielka Brytania Beatrice Crass Ranjuo Tomblin |
| Kombinacja - dowolnie       | Izrael · Eden Blecher · Shelly Bobritsky · Maya Dorf · Noy Gazala · Catherine Kunin · Aya Mazor · Nikol Nahshonov · Ariel Nassee · Neta Rubichek · Shani Sharaizin · Shaya Sar · Shalom Nechmad | Niemcy · Klara Bleyer · Amelie Blumenthal Haz · Marlene Bojer · Maria Denisov · Solene Guisard · Daria Martens · Susana Rovner · Frithjof Seidel · Daria Tonn · Michelle Zimmer                                          | Turcja · Derin Aralp · Duru Kanberoğlu · Ayda Salepcioğlu · Ece Sokullu · Nil Talu · Selin Telci · Ece Ungor · Dila Yildiz · Esmanur Yirmibes · Isra Yuksel · Melek Andreea Akay · Cansın Kütüçoğlu |
| Układ akrobatyczny          | Francja · Anastasia Bayandina · Ambre Esnault · Mayssa Guermoud · Claudia Janvier · Romane Lunel · Eve Planeix · Charlotte Tremble · Laura Tremble · Manon Disbeaux · Laura Gonzalez            | Ukraina · Maryna Aleksijiwa · Władysława Aleksijiwa · Marta Fiedina · Weronika Hryszko · Daria Moszynska · Anhelina Owczynnikowa · Anastasija Szmonina · Walerija Tyszczenko · Ołesia Derewianczenko · Sofija Macijewska | Włochy · Linda Cerruti · Marta Iacoacci · Sofia Mastroianni · Giorgio Minisini · Enrica Piccoli · Carmen Rocchino · Isotta Sportelli · Francesca Zunino · Lucrezia Ruggiero · Giulia Vernice        |
| Zespół - dowolnie           | Hiszpania · Cristin Arambula · Berta Ferreras · Marina García Polo · Meritxell Mas · Alisa Ozhogina · Paula Ramírez · Sara Saldana · Iris Tió Casas · Blanca Toledano                           | Włochy · Linda Cerruti · Marta Iacoacci · Sofia Mastroianni · Giorgio Minisini · Enrica Piccoli · Lucrezia Ruggiero · Isotta Sportelli · Francesca Zunino · Carmen Rocchino · Giulia Vernice                             | Izrael · Shelly Bobritsky · Maya Dorf · Noy Gazala · Catherine Kunin · Aya Mazor · Nikol Nahshonov · Ariel Nassee · Neta Rubichek · Eden Blecher · Shani Sharaizin                                  |
| Zespół - technicznie        | Hiszpania · Cristin Arambula · Marina García Polo · Meritxell Mas · Alisa Ozhogina · Paula Ramírez · Sara Saldana · Iris Tió Casas · Blanca Toledano · Berta Ferreras                           | Włochy · Linda Cerruti · Marta Iacoacci · Sofia Mastroianni · Enrica Piccoli · Lucrezia Ruggiero · Isotta Sportelli · Giulia Vernice · Francesca Zunino · Carmen Rocchino · Giorgio Minisini                             | Francja · Laelys Alavez · Anastasia Bayandina · Ambre Esnault · Mayssa Guermoud · Romane Lunel · Eve Planeix · Charlotte Tremble · Laura Tremble · Oriane Jaillardon · Claudia Janvier              |

## Klasyfikacja medalowa
*   Gospodarz ( Polska)
| Miejsce | Reprezentacja   | Złoto | Srebro | Brąz | Razem |
| ------- | --------------- | ----- | ------ | ---- | ----- |
| 1       | Hiszpania       | 3     | 1      | 0    | 4     |
| 2       | Austria         | 2     | 0      | 0    | 2     |
| 3       | Włochy          | 1     | 3      | 1    | 5     |
| 4       | Izrael          | 1     | 0      | 1    | 2     |
| 4       | Francja         | 1     | 0      | 1    | 2     |
| 6       | Ukraina         | 0     | 2      | 0    | 2     |
| 7       | Holandia        | 0     | 1      | 0    | 1     |
| 7       | Niemcy          | 0     | 1      | 0    | 1     |
| 9       | Wielka Brytania | 0     | 0      | 3    | 3     |
| 10      | Grecja          | 0     | 0      | 1    | 1     |
| 10      | Turcja          | 0     | 0      | 1    | 1     |
| Razem   | Razem           | 8     | 8      | 8    | 24    |